# Bintou Keita
Pour les articles homonymes, voir Keita.
Bintou Keita est une haute fonctionnaire et diplomate de l'Organisation des Nations Unies (ONU) née en 1958 en Guinée.
Experte en résolution de conflits, Bintou Keita est depuis janvier 2021, la représentante spéciale du secrétaire général de l'ONU en République démocratique du Congo.

## Biographie

### Enfance et études
Bintou Keita est née en Guinée en 1958, elle a fait ses formations à l'université de Paris II d'où elle est diplôme en économie sociale puis à l'université de Paris IX pour l'obtention d'une maîtrise en administration et gestion des entreprises.

### Parcours professionnel

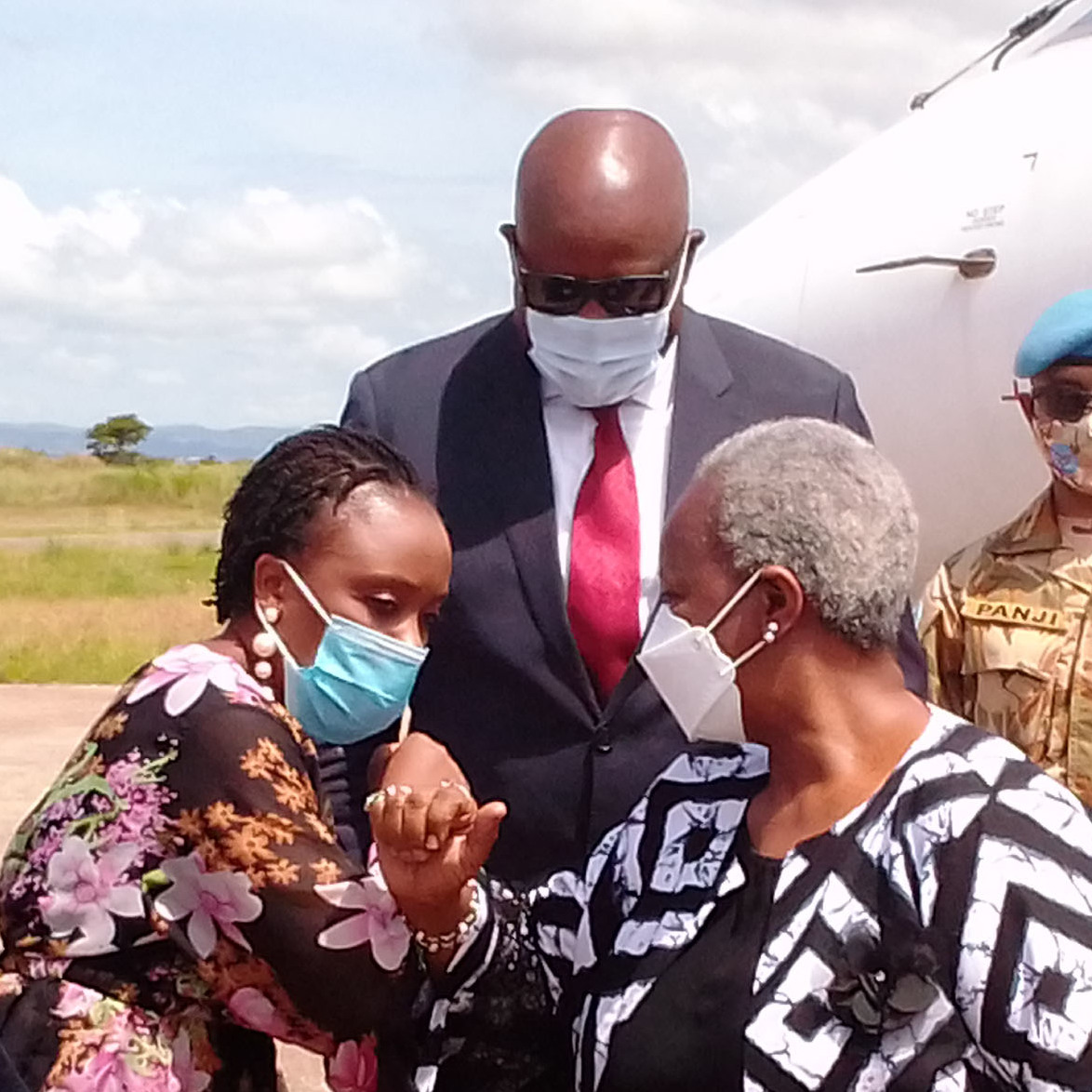
Bintou Keita (à droite) à Kalemie, 2021.

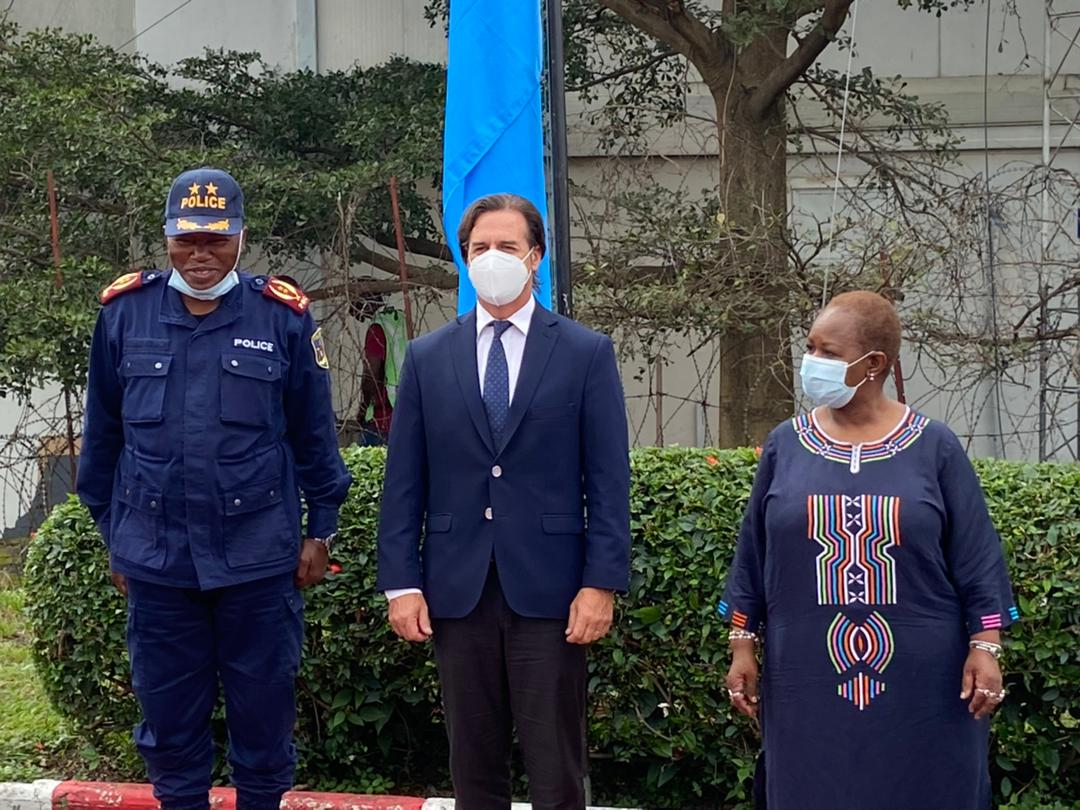
Luis Alberto Lacalle Pou (au centre) et Bintou Keita (à droite)

Bintou Keita commence à travailler pour les Nations unies en 1989, elle occupe plusieurs postes de responsabilité et de direction au sein du Fonds des Nations Unies pour l’enfance (UNICEF) au Tchad, en République du Congo, à Madagascar, au Cap Vert, au Rwanda, au Burundi.
En 2018, elle quitte son poste d’envoyée spéciale conjointe adjointe pour la mission conjointe des Nations unies et de l'union africaine au Darfour (MINUAD) et son ancien rôle est repris par Anita Kiki Gbeho (en).
En 2019, Bintou Keita devient sous-secrétaire générale de l'ONU pour l'Afrique. Elle donne une interview où elle évoque les avantages et les défis liés à l'intégration d'un plus grand nombre de femmes dans les opérations de maintien de la paix.
En janvier 2021, elle est nommée à la tête de la mission de l'organisation des nations unies pour la stabilisation en république démocratique du Congo (MONUSCO) et au poste de représentante spéciale du secrétaire général des Nations unies en République démocratique du Congo. Elle succède à la responsable algérienne de l'ONU Leila Zerrougui. En avril 2021, elle publie une déclaration à la presse affirmant que « les relations entre les Nations Unies et la République démocratique du Congo sont d'une intensité et d'une complexité que j'ai rarement vues ailleurs ».